# Caine Robles
Caine Robles (ur. 2 marca 1986) – gibraltarski wioślarz.

## Osiągnięcia
- Mistrzostwa Europy – Poznań 2007 – dwójka podwójna wagi lekkiej – 13. miejsce[1].